# Shintai

Monte Fuji es el shintai más famoso de Japón.

Shintai (en japonés, 神体 'cuerpo del kami', o también go-shintai, 御神体, 'cuerpo sagrado del kami'), dentro de la religión sintoista se denomina así a los objetos físicos en el interior o cercanos a los santuarios sintoistas a los cuales se les considera como repositorios en los que los espíritus (kami) residen.
Los shintai no son por sí mismos parte de los kami, sino que son repositorios temporales que los hacen accesibles a los seres humanos para su veneración. Hay algunos shintai de necesidad yorishiro, esto es, objetos que por su propia naturaleza son capaces de atraer a los "kami".

## Descripción
Los shintai más comunes son objetos manufacturados como espejos, joyas (como las joyas "magatama", por ejemplo) y esculturas de los kami llamadas shinzō (神像), sin embargo, también pueden ser objetos naturales como rocas, montañas, árboles y cascadas.
Algunos shintai famosos incluyen los tesoros imperiales de Japón, el Monte Miwa, las cascadas Nachi y las rocas Meoto Iwa. Muchas montañas como el Monte Miwa o las tres montañas de Kumano (Kumano sanzan) son consideradas shintai por lo que son llamadas shintaizan (神体山), que significa, "montaña sagrada". El más famoso de todos los shintai es el Monte Fuji.
Un yokozuna, un peleador de sumo en la cima de la pirámide de poder, es un shintai viviente. Por esa razón, su cintura es circundada por una cuerda sagrada shimenawa, a finde protegerlo de espíritus malignos. Un kannushi, eso es, un sacerdote Shinto, puede convertirse en un shintai viviente cuando un kami entra a su cuerpo durante una ceremonia religiosa.
Fundar un nuevo santuario requiere la presencia de un shintai natural preexistente en el lugar o uno artificial, el cual se adquiere o se fabrica para tal efecto. Un ejemplo de lo anterior con las cascadas Nachi, veneradas en el santuario Hiryū Kumano Nachi Taisha, habitadas por un kami llamado Hiryū Gongen. En el segundo caso, el mitama (espíritu) del kami es dividido en dos a través de un proceso llamado kanjō y una de las mitades es almacenado en un yorishiro. Este es el proceso que permite la creación de redes de santuarios que hospedan al mismo "kami" como, por ejemplo, las redes del santuario Hachiman, santuario Inari o el santuario Kumano.
Debido a que con el paso de los años el shintai es envuelto en capas y capas de algodón precioso y almacenado dentro de cajas que a su vez se introducen en nuevas cajas sin siquiera ser inspeccionado, en muchas ocasiones su identidad exacta es olvidada.
La función principal de un santuario es albergar y proteger su shintai y el kami que lo habita. Si un santuario tiene más de un edificio, aquel que contiene el shintai es llamado honden y es dedicado al uso exclusivo del kami, por lo que está cerrado al público y no es usado para hacer oración o para ceremonias religiosas. El shintai solamente deja el honden durante los festivales (matsuri), cuando es colocado en un palanquín sagrado (mikoshi) y llevado por las calles  y entre los devotos. El palanquín es usado tanto para proteger físicamente el shintai y ocultarlo a la vista.